# Caloplaca haematites
Caloplaca haematites är en lavart som först beskrevs av Chaub. ex St. -Amans, och fick sitt nu gällande namn av Philipp Franz Wilhelm von Zwackh-Holzhausen. Caloplaca haematites ingår i släktet orangelavar och familjen Teloschistaceae.   Inga underarter finns listade i Catalogue of Life.